# メルカティーノ・コンカ
メルカティーノ・コンカ（伊: Mercatino Conca）は、イタリア共和国マルケ州ペーザロ・エ・ウルビーノ県にある、人口約1,000人の基礎自治体（コムーネ）。

## 地理

### 位置・広がり
ペーザロ・エ・ウルビーノ県のコムーネ。ウルビーノから北西へ20km、ペーザロから西へ35kmの距離にある。

#### 隣接コムーネ
隣接するコムーネは以下の通り。括弧内のRNはリミニ県所属を示す。
- アウディトーレ
- ジェンマーノ (RN)
- モンテ・チェリニョーネ
- モンテ・グリマーノ・テルメ
- サッソコルヴァーロ・アウディトーレ (サッソコルヴァーロ)
- サッソフェルトリオ (RN)
- タヴォレート

### 気候分類・地震分類
メルカティーノ・コンカにおけるイタリアの気候分類 (it) および度日は、zona E, 2294 GGである。
また、イタリアの地震リスク階級 (it) では、zona 2 (sismicità media) に分類される。

## 行政

### 分離集落
メルカティーノ・コンカには、以下の分離集落（フラツィオーネ）がある。
- Monte Altavellio, Piandicastello, Ripalta